# شانس (بازیکن فوتبال)
شانس (پرتغالی: Chance؛ زادهٔ ۴ مارس ۱۹۴۹) با نام اصلی همیلتون روبیو بازیکن فوتبال اهل برزیل بود.
وی همچنین در تیم ملی فوتبال برزیل بازی کرده است.